# Spotkania z Zabytkami
Spotkania z Zabytkami (do końca 2009 wraz z podtytułem Kultura, tradycje, pamiątki) – miesięcznik popularnonaukowy wydawany w Warszawie od 1977 roku, poświęcony zabytkom i obiektom dziedzictwa narodowego.

## Historia
Pierwszy nienumerowany zeszyt „Spotkań z Zabytkami” ukazał się w 1977 jako informator popularnonaukowy. Wydawnictwo to zostało wyróżnione I nagrodą w dorocznym konkursie Ministerstwa Kultury i Dziedzictwa Narodowego za najlepsze prace popularyzatorskie w dziedzinie ochrony zabytków. Założycielami i pierwszymi redaktorami pisma byli: Krzysztof Nowiński (redaktor naczelny), Lidia Bruszewska (sekretarz redakcji), Ryszard Brykowski i Tomasz Jurasz. Kiedy „Spotkania z Zabytkami” uzyskały status czasopisma, zaczęły ukazywać się najpierw jako kwartalnik (od 1983), później dwumiesięcznik (od 1986), wreszcie od 1992 jako miesięcznik, a w 2010 znów nadano mu status dwumiesięcznika.
Od 1977 do 1995 pismo wydawane było przez Ośrodek Dokumentacji Zabytków, a od 1996 do 2009 wydawcą było Towarzystwo Opieki nad Zabytkami. Od 2010 produkcję dwumiesięcznika przejęła Fundacja Hereditas. Od 2023 roku wydawcą jest Narodowy Instytut Konserwacji Zabytków. 
Od 2003 skład redakcji tworzyli: Wojciech Przybyszewski (redaktor naczelny do 2023), Lidia Bruszewska (zastępca redaktora naczelnego), Ewa A. Kamińska (sekretarz redakcji), Jarosław Komorowski.
W 2009 w okresie kryzysu gospodarczego Ministerstwo Kultury i Dziedzictwa Narodowego zmniejszyło dotację dla czasopisma o 1/3, w wyniku czego ostatni numer miał ukazać się we wrześniu 2009.
Do końca 2009 ukazały się kolejne numery miesięcznika, wszystkie o charakterze monograficznym:
- wrzesień – Europejskie Dni Dziedzictwa 2009[4],
- październik – historia i tradycja oręża polskiego,
- listopad – ochrona polskiego dziedzictwa kulturowego za granicą,
- grudzień – zabytki Warszawy.

Od stycznia 2010 wydawcą „Spotkań z Zabytkami” była Fundacja Hereditas w Warszawie. Zmieniła się też formuła miesięcznika, który zaczął ukazywać się co dwa miesiące (numery łączone). W 2023 roku wydawcą został Narodowy Instytut Konserwacji Zabytków.

## Tematyka
„Spotkania z Zabytkami” adresowane są do szerokiej rzeszy odbiorców – ludzi, którym nie jest obojętny los zabytków i szeroko pojmowanego dziedzictwa kulturowego w Polsce. Stałe działy miesięcznika: Artykuły (teksty podejmujące ogólną problematykę z dziedziny ochrony zabytków), Spotkania na wschodzie, Zabytki w krajobrazie, To też są zabytki, Z warsztatu konserwatora, Wokół tradycji, Zbiory i zbieracze, Z wizytą w muzeum, Zabytki i młodzież, Polskie zabytki na świecie, Z zagranicy, Rozmaitości. Na łamach pisma prowadzone są też akcje: Akcja dwory, Akcja cmentarze, Akcja ogrody, Akcja drewno.
Pismo upowszechnia wiedzę o zabytkach architektury i sztuki oraz o szeroko rozumianej kulturze materialnej. Przybliża ich dzieje, pokazuje ich stan aktualny, opisuje sposoby konserwacji. Wśród autorów są historycy sztuki, kultury, muzealnicy, konserwatorzy. Miesięcznik publikuje dokumentację dworów, ogrodów i cmentarzy. W piśmie zamieszczane są odpowiedzi ekspertów na pytania czytelników dotyczące przedmiotów znajdujących się w ich zbiorach. Redakcja organizuje konkursy poświęcone zabytkom (np. jeden z tematów to sztuka romańska).

## Nagrody
- Nagroda Stowarzyszenia Dziennikarzy Polskich (1989).
- Nagroda Ministra Kultury i Sztuki RP (1992).
- Nagroda Stowarzyszenia Konserwatorów Zabytków (1995).
- Nagroda im. prof. Aleksandra Gieysztora (dla wydawcy)[6].
- Brązowy medal „Zasłużony Kulturze Gloria Artis”[7].

## Numery monograficzne
Niektóre numery pisma stanowiły opracowania monograficzne wybranych miast, regionów lub tematów:
- Warszawa (nr 4/1996),
- Słupsk (nr 8/1996),
- Kazimierz Dolny (nr 9/1999),
- Kraków (nr 8/2000),
- Mazowsze (nr 6/2001),
- Piotrków Trybunalski (nr 9/2001),
- Łódź (nr 10/2002),
- Gdynia (nr 2/2003),
- Kalisz (nr 6/2003),
- Pułtusk (nr 11/2004),
- Bydgoszcz (nr 4/2005),
- Kraków (nr 12/2005),
- Wilno i okolice (nr 6/2006),
- Olsztyn (nr 11/2006),
- Spotkania pod Grunwaldem (dodatek do nr. 5-6/2010),
- Warszawa (nr 11-12/2010 w połowie poświęcony zabytkom stolicy),
- Aedifico et Conservo (dodatek do nr. 11-12/2010),
- Specjalnie dla szkół (nr specjalny 2010),
- Kalisz (nr 5-6/2011),
- Warszawa (nr 11-12/2011 w połowie poświęcony zabytkom stolicy),
- Muzeum Pałac w Wilanowie (numer specjalny 2012).